# Association Sportive Nancy-Lorraine
A Association Sportive Nancy-Lorraine é um clube de futebol francês fundado em 1967, em Lorraine. Seu estádio é o Stade Marcel Picot, que pode abrigar 20.085 pessoas.
Suas maiores conquistas são a Copa da França de 1977-78 e a Copa da Liga Francesa de 2005-06.

## História
Cansado de ver sua cidade sem um clube de futebol (o FC Nancy estava prestes a falir) e representativo, Claude Cuny começou uma campanha local para juntar pessoas e fundar um clube. Depois de três anos e muito trabalho, a Association Sportive Nancy-Lorraine é fundada.
Após apenas três anos na segunda divisão, consegue acesso à elite do futebol nacional em 1969-70, e lá permanece por quatro anos, quando sofre seu primeiro rebaixamento, retornando logo no ano seguinte. Em 1976-77, consegue sua melhor posição na Ligue 1 de sua história até hoje, quando ficou em quarto lugar. No ano seguinte, é campeão da Copa da França, seu maior feito até hoje.
Nas duas décadas seguintes, sofre quatro rebaixamentos, sempre conseguindo retornar à Ligue 1. No seu último retorno, em 2005-06, foi campeão da Copa da Liga Francesa. Desde então, vem fazendo campanhas intermediárias no certame.
O Nancy teve dois grandes momentos na história do futebol francês. O primeiro foi na década de 1970, quando, comandado por Michel Platini, conseguiu boas colocações no certame nacional e o título da Copa da França.
O outro foi há quatro anos, quando conseguiu seu segundo troféu. Venceu a Copa da Liga Francesa de maneira inédita, conseguindo vaga para a Liga Europa da UEFA.
Na primeira grande fase, o maior expoente, como não poderia deixar de ser, foi o meia Michel Platini. Um dos maiores jogadores da história do futebol francês e mundial, o atual presidente da UEFA começou sua carreira como jogador no Nancy.
Ele defendeu o clube de 1972 a 1979 (depois se transferiu para o Saint-Étienne) e, apesar de ter conseguido grandes feitos, também passou por momentos complicados no clube. Apesar de muito jovem, Platini participou da equipe que foi rebaixada à segunda divisão do Francês em 1973/74.
Foi o grande artífice, no entanto, da campanha de 1976/77, quando foi quarto colocado do Nacional. Além disso, capitaneou a equipe que, em 1977/78, conquistou a Copa da França. Hoje, o Nancy se vangloria de ter sido o clube pelo qual Platini marcou mais gols em sua carreira. Não era, porém, uma estrela solitária. Na zaga, tinha o apoio de Jean-Claude Cloët e Carlos Curbleo e, na frente, do atacante Olivier Rouyer.
No fim dos anos 1970, porém, o sonho se desfez. Com a venda de grande parte do time que fez sucesso, o Nancy caiu bruscamente de produção e não repetiu campanhas anteriores. Perdeu força e acabou até caindo para a segunda divisão.
Na época difícil, poucos se salvaram. Um deles, talvez o maior, tenha sido o zagueiro Cédric Lécluse. O defensor estreou pelo Nancy em 1991 e ficou até 2008. Participou de todos os momentos complicados desse período, como temporadas consecutivas na segunda divisão. Lécluse é o recordista de partidas pela agremiação até hoje, com 432 aparições até o início da temporada 2007/2008.
Ofensivamente, outro que se destacou foi o marroquino Mustapha Hadji, estrela marroquina da Copa do Mundo de 1998, disputada na França. Ele defendeu o Nancy de 1992 a 1996, tendo marcado 31 gols em 139 partidas no período.
O maior artilheiro da história do Campeonato Francês é o meia Michel Platini, que marcou ao todo 127 gols com a camisa do Nancy em 213 partidas disputadas, de 1972 a 1979.
Em 2022 o clube foi rebaixado da Ligue 2 para o Championnat National, em 2023 o clube foi rebaixado novamente e agora para a Championnat National 2.

## Títulos
Campeonato Francês - Segunda Divisão: 5
(1974-75, 1989-90, 1997-98, 2004-05, 2015-16)
 Copa da França: 1
(1977-78)
 Copa da Liga Francesa: 1
(2005-06)

## Estatísticas
As tabelas abaixo mostram as performances do clube nas últimas temporadas no Campeonato Francês e na Copa da França
     Campeão.
     Vice-campeão.
     Promovido.
     Rebaixado.